# Prohibition in Indien

Derzeitig „trockene“ Staaten und Unionsterritorien in Indien

Die Prohibition in Indien, d. h. das vollständige Verbot des Verkaufs und Ausschanks alkoholischer Getränke, besteht derzeit in den Bundesstaaten Gujarat, Bihar und Nagaland, im Unionsterritorium Lakshadweep sowie in Teilen des Bundesstaats Manipur. Auseinandersetzungen um die Prohibition gibt es in Indien schon seit vielen Jahrzehnten.

## Geschichte

### Britisch-Indien

#### Hintergrund

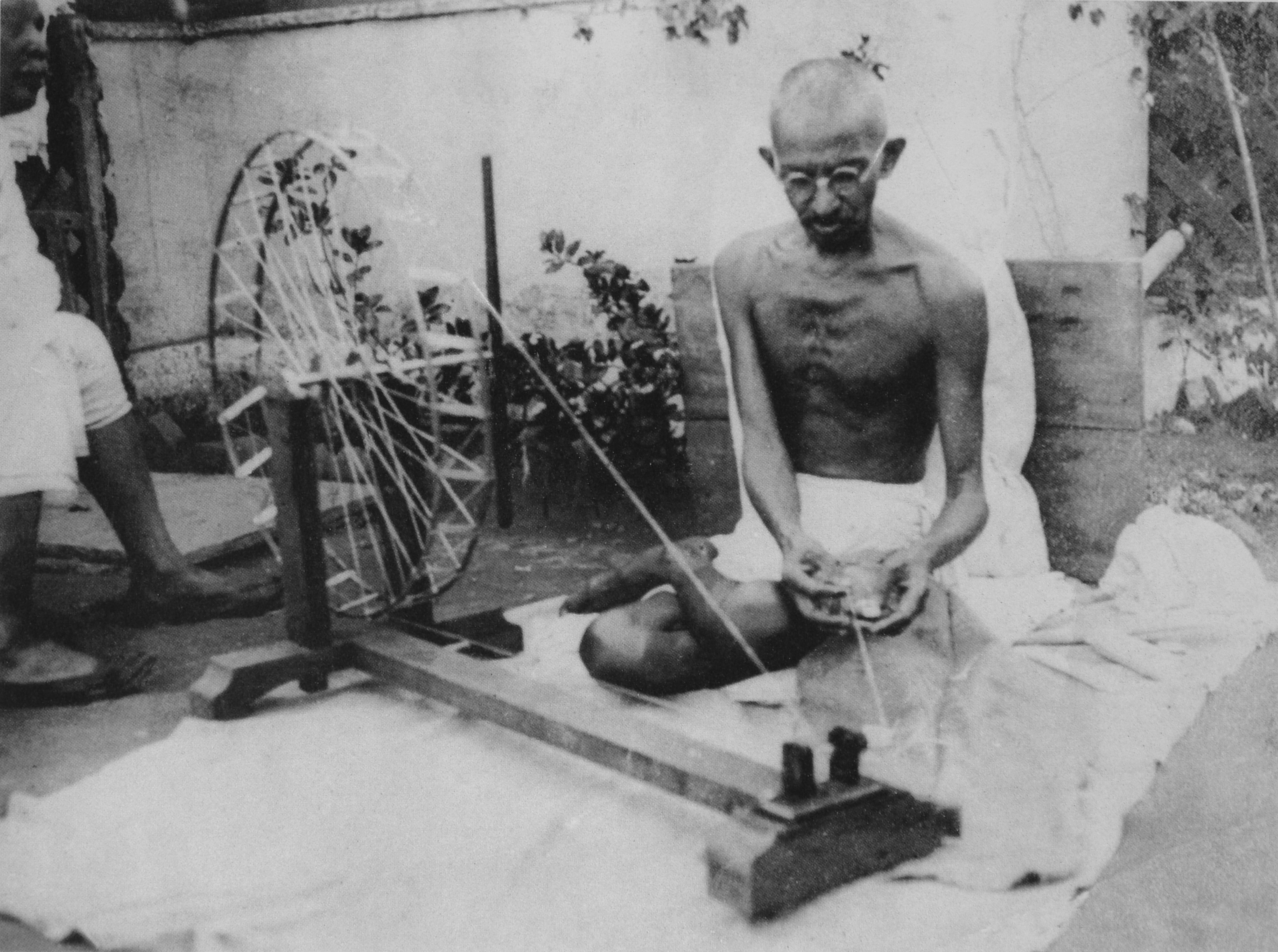
Gandhi am Spinnrad in den 1920er Jahren

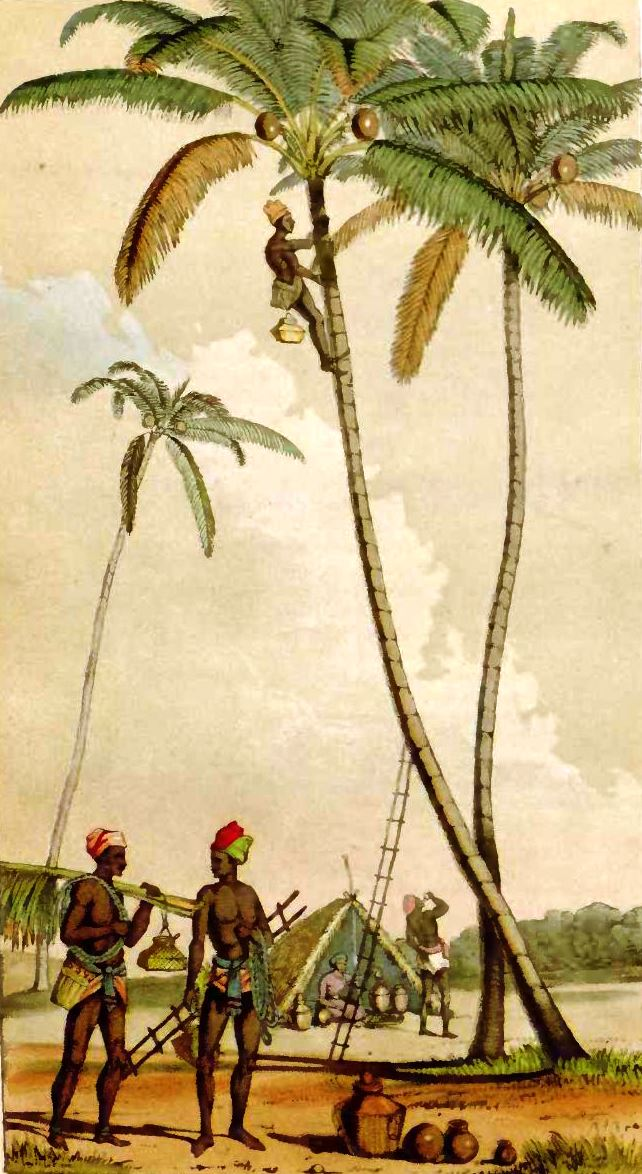
Palmweinzapfer in einer historischen Darstellung

Der Gedanke, durch ein Verbot des Alkoholausschanks und -verkaufs den Alkoholkonsum zu senken und damit die gesamte Gesellschaft zu bessern, entstammt der Temperenzlerbewegung, die im 19. Jahrhundert vor allem in den angelsächsischen Ländern Anhänger fand. Diese Bewegung gewann in den Vereinigten Staaten immer mehr an Einfluss und erreichte, dass 1919 der 18. Zusatzartikel zur Verfassung der Vereinigten Staaten verabschiedet wurde. Infolgedessen waren in den Jahren 1920 bis 1933 „Herstellung, Verkauf oder Transport intoxikierender Getränke“ sowie deren Im- und Export in den Vereinigten Staaten verboten. Auch in den skandinavischen Ländern, in Finnland, in Kanada und in Russland waren in den ersten drei Jahrzehnten des 20. Jahrhunderts zeitweilig entsprechende, mehr oder weniger einschränkende gesetzliche Bestimmungen in Kraft.
Britisch-Indien blieb von diesen Strömungen nicht unbeeinflusst. Außerdem kamen hier noch andere Traditionen der Abstinenz hinzu. Indischen Muslimen war der Genuss berauschender Getränke durch den Koran verboten. Im Hinduismus, Buddhismus und Jainismus, die keine Gesetzesreligionen sind, existieren keine derartigen Verbote, jedoch wurde der Alkoholkonsum seit jeher von religiösen Autoritäten verurteilt und es gab eine alte Tradition des Ideals einer asketischen Lebensweise, zu der der Verzicht auf den Alkohol gehörte. Die höchste Hindu-Kaste der Brahmanen (Priester) und die dritthöchsten Kaste der Vaishyas (Händler) trank traditionell keinen Alkohol und lebte vegetarisch.

#### Gandhis Kampagne gegen den Alkohol
Die Abstinenzbewegung in Britisch-Indien wurde stark durch die Einstellung Mohandas Gandhis zu dieser Frage beeinflusst. Dieser war ein lebenslanger teetotaler (Befürworter des Verzichts auf Alkohol). Beispielhaft äußerte er im Jahr 1925 seinen Abscheu vor der Trunkenheit:

„Der Alkohol bewirkt, dass ein Mann sich selbst vergisst. Er hört für eine Zeitlang auf, ein Mensch zu sein. Er wird zu etwas Geringerem als ein wildes Tier und kann in seinem betrunkenen Zustand nicht zwischen seiner Frau und seiner Schwester unterscheiden. Er verliert die Kontrolle über seine Zunge und andere Körperglieder. Das führt nie zu etwas Gutem. Ich hoffe daher, dass ihr diese Geißel mit all eurer Kraft bekämpfen werdet.“

Gandhis Haltung führte dazu, dass der Indische Nationalkongress das Ziel der landesweiten Prohibition in sein Programm aufnahm. Gandhi erhoffte sich von der Abstinenz eine moralische Läuterung und Kräftigung der indischen Nation. Die Selbstbeherrschung würde zu einer Disziplinierung und einer Stärkung der indischen Unabhängigkeitsbewegung führen. Der Alkoholkonsum führte in den Augen Gandhis zu einer Brutalisierung der ganzen menschlichen Persönlichkeit. Gandhi warf den britischen Kolonisatoren vor, das Übel des Alkoholismus als „westliche Gewohnheit“ in Indien eingeführt zu haben, analog zur Einführung des Opiums nach China nach dem Ersten Opiumkrieg (1839–1842). Vor Ankunft der Briten sei dieser nur ein Einzel- und kein Massenphänomen gewesen. Neben der moralischen Stärkung der Unabhängigkeitsbewegung sah Gandhi auch den Aspekt, dass die Einnahmen der britischen Kolonialadministration aus der Alkoholsteuer reduziert werden sollten. Die Alkoholsteuer machte einen erheblichen Anteil an den Steuereinnahmen aus – in den Jahren 1930–1931 waren dies 33 Prozent in der Provinz Bombay und 31 Prozent in der Provinz Madras.
Gandhis Kampagne gegen den Alkohol stieß unter den Indern auf wenig Widerspruch. Die meisten Alkoholabhängigen waren arm, ungebildet und ohne politischen Einfluss. Eine Ausnahme bildete die kleine, aber einflussreiche Gemeinschaft der Parsen, die sich gegen die Prohibitionsbewegung wandte, zum Teil, weil sie selbst einen „westlichen“ Lebensstil pflegte, zum Teil aber auch, weil sie selbst wirtschaftlich in den Verkauf und Handel von Alkohol involviert war. Abgesehen von den Parsen, einigen Sikhs und wenigen Angehörigen höherer Kasten (Kshatriyas) war der soziale Alkoholkonsum in Indien jedoch unüblich und die Abstinenzforderung Gandhis stieß auf viel Zustimmung. Ein wesentlicher Gesichtspunkt war auch, dass Muslime und Hindus in dieser Frage weitgehend übereinstimmten.

#### Erste Prohibitionsgesetze
Nach den Reformen des Government of India Act 1935 und den darauffolgenden Wahlen zu den Provinzialversammlungen Britisch-Indiens gewann der Kongress die Mehrheit in vielen Provinzen. Infolgedessen wurden in den Jahren 1937 bis 1939 in fünf Provinzen (Madras, Central Provinces and Berar, Bihar, Orissa und North-West Frontier Province) Prohibitionsgesetze
verabschiedet. Diese Politik wurde durch den Kriegsausbruch 1939 unterbrochen, als die Kongress-Regierungen der Provinzen aus Protest gegen die von oben verordnete Kriegsteilnahme Britisch-Indiens sämtlich zurücktraten.

### Nach der Unabhängigkeit

Alkoholgesetzgebung in den Bundesstaaten 1954:

Die 1950 in Kraft getretene Verfassung Indiens war in vielerlei Hinsicht stark von den Ideen Gandhis beeinflusst. Dazu gehörte auch die Haltung zum Alkoholkonsum. Artikel 47 legte die Prohibition als Staatsziel fest:

„… in particular, the State shall endeavour to bring about prohibition of the consumption except for medicinal purposes of intoxicating drinks and of drugs which are injurious to health.“

„… insbesondere soll der Staat sich dafür einsetzen, das Verbot des Konsums (außer für medizinische Zwecke) berauschender Getränke und Substanzen, die gesundheitsschädlich sind, durchzusetzen.“

Für den ersten Premierminister des unabhängigen Indien, Jawaharlal Nehru, war die Einführung der Prohibition allerdings keine Herzensangelegenheit, wie sie es für Gandhi gewesen war. Für Nehru hatte diese Frage eine nachgeordnete Priorität. Einige seiner Mitstreiter, insbesondere Morarji Desai im Kongress sahen darin aber weiterhin eine zentrale Aufgabe der Politik. Nehru überließ die Entscheidung, ob die Prohibition eingeführt werden solle, den einzelnen Bundesstaaten. Einige Bundesstaaten unternahmen es, Prohibitionsgesetze zu verabschieden. Im Jahr 1954 galt für etwa ein Viertel der Bevölkerung Indiens die Prohibition.
Am 16. Dezember 1954 wurde durch die Indische Planungskommission das Prohibition Enquiry Committee unter dem Vorsitz von Shriman Narayan ins Leben gerufen. Das Komitee erhielt die Aufgabe, Empfehlungen für einen Plan zur Umsetzung der Prohibition auf nationaler Ebene auszuarbeiten. Das Komitee visitierte die meisten Bundesstaaten und hörte die Meinungen von zahlreichen Experten. Ende Juni 1955 legte es der Planungskommission seinen Abschlussbericht vor. Der Bericht empfahl die Aufnahme des Ziels der Prohibition in den zweiten Fünfjahresplan. Letztlich wurden die Empfehlungen aber nur teilweise bzw. unvollständig umgesetzt. Eine vollständige Prohibition galt in den Jahren 1958 bis 1969 in den Bundesstaaten Madras (1969 umbenannt in Tamil Nadu), Maharashtra, Gujarat und 11 Distrikten von Andhra Pradesh (dem Gebiet des vormaligen Bundesstaats Andhra), sowie in Teilen von  Assam, Madhya Pradesh, Orissa, Mysore (heute Karnataka) und Kerala.
Im Jahr 1964 bot die indische Bundesregierung den Bundesstaaten an, die bei Einführung der Prohibition zu erwartenden Einnahmeausfälle zu kompensieren. Jedoch wurde dieses Angebot von den Bundesstaaten nicht angenommen – möglicherweise auch aus Sorge, ohne ausreichende eigene Einnahmen zu sehr in Abhängigkeit von der Zentrale zu geraten. Während der Regierung Morarji Desais als Premierminister 1977 bis 1979 wurde die Einführung der Prohibition kurzzeitig erneut zur politischen Top-Priorität. Allerdings geriet das Thema aufgrund anderer drängender tagespolitischer Probleme schnell wieder in den Hintergrund.

## Neuere Entwicklungen

### Andhra Pradesh
Im Jahr 1994 führte der damalige Chief Minister von Andhra Pradesh N. T. Rama Rao (Kongresspartei) in seinem Bundesstaat die Prohibition ein und griff damit die populären Forderungen des hauptsächlich von Frauen getragenen anti-arrack movements auf. Sein Amtsnachfolger N. Chandrababu Naidu (Telugu Desam Party) hob die entsprechenden Gesetze 1997 wieder auf. Seither gab es wiederholte Auseinandersetzungen über die Wiedereinführung.

### Bihar
Die Wahl zum Parlament von Bihar 2016 wurde von einer Grand Aliance aus den drei Parteien Janata Dal (United), Rashtriya Janata Dal und Kongresspartei gewonnen. Eines der Wahlversprechen war die Einführung der Prohibition gewesen, was auch prompt unter dem neuen Chief Minister Nitish Kumar umgesetzt wurde. Die offiziellen Statistiken zeigten in den Monaten nach der Einführung eine Abnahme der Verkehrsunfälle und der schweren Kriminalität. Spätere Zahlen schienen aber ein anderes Bild zu ergeben.

### Gujarat
Gujarat, der Heimatstaat Gandhis, ist der einzige Bundesstaat, in dem durchgehend seit Gründung der Republik Indien 1950 die Prohibition gilt. Gujarat entstand 1960 durch Teilung des Bundesstaates Bombay. In Bombay wurde die Prohibition mit dem Bombay Prohibition Act, 1949 eingeführt. Das Gesetz ist noch heute den beiden Nachfolgestaaten Bombays, Gujarat und Maharashtra gültig. Allerdings wird es in beiden Staaten sehr unterschiedlich gehandhabt. Während die Lizenzierungspraxis für den Alkoholausschank und -verkauf in Maharashtra sehr freigiebig gehandhabt wird, ist die Praxis in Gujarat sehr restriktiv. Als 2009 in Ahmedabad nach dem Genuss von gepantschtem illegal hergestelltem Alkohol mehr als 100 Personen starben, ließ die Regierung Gujarats ein Gesetz verabschieden, das in solchen Fällen für verurteilte Täter als Höchststrafe die Todesstrafe vorsieht.
Ausländer (und im Ausland lebende Inder), die Gujarat besuchen, können eine 30-Tages-Lizenz zum Erwerb von alkoholischen Getränken in ausgewählten 5-Sterne-Hotels oder am Flughafen Ahmedabad erwerben.

### Haryana
Nachdem Bansi Lal mit seiner neu gegründeten Haryana Vikas Party die Parlamentswahl 1996 in Haryana gewonnen hatte, setzte er ein Wahlversprechen um und führte die Prohibition in Haryana ein. Nach 19 Monaten wurde die Prohibition am 1. April 1998 wieder aufgehoben.

### Kerala
Am 24. August 2014 verkündete der damalige Chief Minister von Kerala, Oommen Chandy (Kongresspartei), dass Kerala nach und nach die Prohibition einführen wolle. Das Vorhaben wurde von einigen anderen Parteien Keralas (Muslimliga, Kerala Congress) unterstützt. Der Verkauf von alkoholischen Getränken in 5-Sterne-Hotels und Produktion und Verkauf von Palmwein (Toddy) sollten jedoch weiter legal bleiben. Nachdem bei der Parlamentswahl 2016 die Kongress-Regierung abgewählt und eine neue Regierung der Kommunistischen Partei (Marxisten) gewählt worden war, wurde die Prohibition allerdings 2017 wieder gelockert und praktisch weitgehend aufgehoben, als der Verkauf in Stern-Hotels erlaubt wurde.

### Lakshadweep
Im Unionsterritorium Lakshadweep sind Verkauf und Konsum von Alkohol verboten. Der Alkoholkonsum ist nur auf der unbewohnten Insel Bangaram, die als einzige für den Tourismus geöffnet ist, gestattet, wo Bangaram Island Resort über eine Bar verfügt.

### Manipur

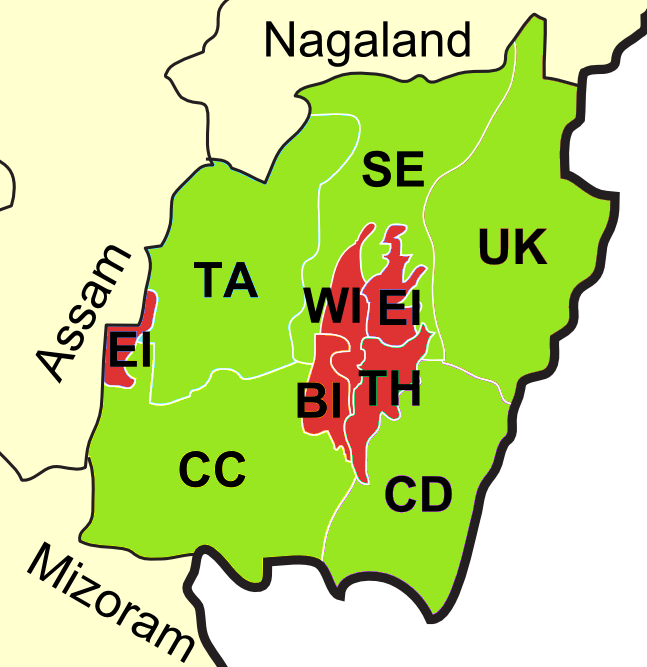
Die Prohibition gilt nur in den inneren Bezirken (rot) Manipurs

In Manipur wurde die Prohibition unter Chief Minister Raj Kumar Ranbir Singh 1991 eingeführt. Im Jahr 2002 hob die Regierung unter Chief Minister Okram Ibobi Singh das Alkoholverbot in den außenliegenden Bergdistrikten Manipurs (Chandel, Churachandpur, Senapati, Tamenglong und Ukhrul) wieder auf. In den vier zentralen Distrikten Imphal East, Imphal West, Thoubal und Bishnupur wurde sie weiter aufrechterhalten. Im Juli 2014 erklärte Chief Minister Okram Ibobi Singh, dass die Regierung nach Wegen suche, die Prohibition wieder ganz aufzuheben.

### Mizoram
1997 wurde in Mizoram die Prohibition eingeführt, jedoch im Jahr 2014 wieder aufgehoben. Am 28. Mai 2019 wurde sie wieder eingeführt. Besonders die christlichen Kirchen hatten sich dafür starkgemacht.

### Nagaland
In Nagaland wurde die Prohibition mit dem Nagaland Total Liquor Prohibition Act, 1989 eingeführt. Treibende Kraft bei der Forderung nach Einführung der Prohibition waren die christlichen Kirchen Nagalands, denen ein Großteil der Bevölkerung des Bundesstaats angehört, insbesondere der Nagaland Baptist Church Council. Verkauf und Ausschank von Alkohol sind verboten, der private Konsum jedoch erlaubt. Neuere Versuche, die Prohibition etwas zu lockern, um damit den Bedürfnissen des Tourismus entgegenzukommen, stießen auf den energischen Widerstand der Kirchen.

## Kritik
Die Argumente der Befürworter der Prohibition liegen auf der Hand und entsprechen weitgehend denen, die schon Gandhi vorbrachte. Als Argumente gegen die Prohibition werden mehrere Punkte genannt. Zum einen werden die von den Prohibitionsbefürwortern vorgebrachten vermeintlichen positiven Effekte grundsätzlich bezweifelt. Der Alkoholkonsum nähme dadurch nicht wirklich ab und eventuelle positive Effekte seinen eher hypothetisch. Zum zweiten ergibt sich ein Einnahmeausfall aus der Alkoholbesteuerung, die einen erheblichen Teil der Einnahmen der Bundesstaaten ausmacht. Der Einnahmeausfall führt zu einem Verlust an politischer Gestaltungsfähigkeit der Regierungen. Ein weiterer Grund, der angeführt wird, sind die hohe Zahl an Todesfällen, die aufgrund des Genusses von illegal hergestelltem Alkohol auftreten. Meistens handelt es sich um Methanolvergiftungen. Wenn sie nicht tödlich enden, führen Methanolvergiftungen häufig zur Erblindung. Häufig sind Dutzende bis Hunderte Personen gleichzeitig davon betroffen, die ihren illegal hergestellten Alkohol aus derselben Quelle bezogen haben. Derartige Vergiftungen treten allerdings genauso auch in Bundesstaaten auf, in denen keine Prohibition gilt und führen landesweit jedes Jahr zu Hunderten, wenn nicht Tausenden Todesfällen.

## Statistik zum Alkoholkonsum
Verglichen zu den Staaten Europas oder Nordamerikas weist Indien heute immer noch einen vergleichsweise niedrigen Pro-Kopf-Konsum von Alkohol auf. Der Pro-Kopf-Jahreskonsum an reinem Alkohol liegt nach Schätzungen bei weniger als einem Zehntel der Menge, die in den deutschsprachigen Ländern Europas konsumiert wird (siehe hierzu die Liste der Länder nach Alkoholkonsum). Nach den Erhebungen der Weltgesundheitsorganisation aus dem Jahr 2014 tranken 60 Prozent aller Männer und 90 Prozent aller Frauen in Indien lebenslang gar keinen Alkohol (in Deutschland: 4 bzw. 6 Prozent). Die Trinkgewohnheiten ändern sich jedoch mit zunehmender Übernahme „westlicher“ Lebensstile.
| Bundesstaat/ Unionsterritorium | Toddy | Desi daru | Bier  | Wein und Import- Spirituosen |
| ------------------------------ | ----- | --------- | ----- | ---------------------------- |
| Andamanen und Nikobaren        | 0,264 | 0,067     | 0,000 | 0,183                        |
| Andhra Pradesh                 | 0,793 | 0,114     | 0,031 | 0,069                        |
| Arunachal Pradesh              | 0,004 | 0,826     | 0,201 | 0,060                        |
| Assam                          | 0,006 | 0,369     | 0,005 | 0,005                        |
| Bihar                          | 0,202 | 0,126     | 0,012 | 0,005                        |
| Chandigarh                     | 0,000 | 0,011     | 0,022 | 0,071                        |
| Chhattisgarh                   | 0,019 | 0,118     | 0,008 | 0,014                        |
| Dadra und Nagar Haveli         | 0,807 | 0,424     | 0,167 | 0,001                        |
| Daman und Diu                  | 0,229 | 0,241     | 1,686 | 0,062                        |
| Delhi                          | 0,000 | 0,122     | 0,005 | 0,034                        |
| Goa                            | 0,000 | 0,071     | 0,123 | 0,008                        |
| Gujarat                        | 0,003 | 0,066     | 0,006 | 0,001                        |
| Haryana                        | 0,000 | 0,113     | 0,004 | 0,021                        |
| Himachal Pradesh               | 0,000 | 0,171     | 0,005 | 0,052                        |
| Jammu und Kashmir              | 0,002 | 0,030     | 0,000 | 0,005                        |
| Jharkhand                      | 0,126 | 0,269     | 0,006 | 0,002                        |
| Karnataka                      | 0,003 | 0,031     | 0,036 | 0,064                        |
| Kerala                         | 0,109 | 0,013     | 0,033 | 0,078                        |
| Lakshadweep                    | 0,000 | 0,000     | 0,000 | 0,000                        |
| Madhya Pradesh                 | 0,075 | 0,116     | 0,004 | 0,003                        |
| Maharashtra                    | 0,004 | 0,079     | 0,004 | 0,002                        |
| Manipur                        | 0,003 | 0,156     | 0,002 | 0,004                        |
| Meghalaya                      | 0,005 | 0,094     | 0,006 | 0,034                        |
| Mizoram                        | 0,000 | 0,026     | 0,000 | 0,000                        |
| Nagaland                       | 0,001 | 0,222     | 0,008 | 0,020                        |
| Odisha                         | 0,035 | 0,088     | 0,011 | 0,004                        |
| Puducherry                     | 0,161 | 0,090     | 0,269 | 0,000                        |
| Punjab                         | 0,001 | 0,201     | 0,006 | 0,046                        |
| Rajasthan                      | 0,018 | 0,081     | 0,036 | 0,007                        |
| Sikkim                         | 0,000 | 0,052     | 0,171 | 0,093                        |
| Tamil Nadu                     | 0,004 | 0,029     | 0,035 | 0,065                        |
| Tripura                        | 0,009 | 0,209     | 0,000 | 0,001                        |
| Uttar Pradesh                  | 0,012 | 0,026     | 0,001 | 0,002                        |
| Uttarakhand                    | 0,000 | 0,052     | 0,008 | 0,023                        |
| Westbengalen                   | 0,008 | 0,100     | 0,004 | 0,003                        |
| Indien gesamt                  | 0,009 | 0,042     | 0,024 | 0,021                        |

1. ↑  In Indien hergestellte Spirituose. In der Statistik als ‚country liquor‘ geführt.
2. ↑  Als „Import-Spirituosen“ (‚foreign liquor‘) zählen in dieser Statistik auch Spirituosen westlicher Machart (Whisky, Gin, Rum), die in Indien hergestellt wurden.
3. ↑  Andhra Pradesh mit Telangana